# 曼通
曼通，另译曼东，是缅甸掸邦德昂自治區曼通镇区下辖的一个镇，也是曼通镇区的行政中心。
该镇地处山区，位于瑞丽江以东，距离南渡镇区的包德温矿约16英里（26），靠近果敢自治区。
在2023年12月的缅甸内战中，该镇是德昂自治区内最后一个被德昂民族解放军通过1027行动所攻占的领土。

## 教育
该镇有一所华文学校——曼东育华学校。